# Хайнрих I фон Хардег
Хайнрих I фон Хардег-Глац-Махланде (на немски: Heinrich I, Graf zu Hardegg auf Glatz und im Machlande; * ок. 1462; † 1513) е граф от род Хардег в Глац и в Махланде в Долна Австрия, имперски губернатор на Италия.

## Живот
Той е син на Стефен фон Прушенк, господар на Щетенберг († 1480) и съпругата му Маргарета фон Райхенек. Внук е на Йобст II фон Прушенк и Елизабет фон Рогендорф. Правнук е на Хайнрих фон Прюшенк и Урсула фон Капел. Праправнук е на Улрих фон Прюшенк и Бригита Райхерек. Прапраправнук е на Улрих фон Прюшенк и Анна фон Хардег. Потомък е на Зигизмонд фон Прюшенк и Ева фон Гротин.
Хайнрих I помага, заено с брат си Зигмунд, на императорите Фридрих III и на Максимилиан I. Брат му Зигмунд става имперски съветник и кемерер. Хайнрих става имперски съветник, имперски губернатор на Италия и командир на имперски регимент („kaiserlich Oberster Feldhauptmann“), получава през 1493 г. графството и замък Хардег и от 1495 г. има титлата граф на Хардег и от 1499 г. имперски граф на Хардег в Глац и в Махланде.

## Фамилия
Хайнрих I фон Хардег-Глац-Махланде се жени 1483 г. за Елизабет фон Розенберг (* 1466), дъщеря на Йохан II фон Розенберг (1428 – 1472), шеф на род Розенберг, и Анна Глоговска (1428 – 1483), дъщеря на херцог Хайнрих IX фон Глогов († 1467) и Хедвиг фон Олс († 1447/1453). Те имат петима сина и три дъщери, между тях:
- Йохан Прюшенк фон Хардег-Глац-Махланде († 27 юли 1535, Лигниц, погребан в „Св. Йохан“, Лигниц), граф, женен пр. 26 май 1503 г. за графиня Елизабет фон Шаунберг († пр. 30 август 1512), дъщеря на граф Георг II фон Шаунберг († 1491) и Мария Маргарета фон Щархемберг (1469 – 1522)
- Юлиус I фон Хардег-Глац-Махланде (* ок. 1500; † 1557 или 29 януари 1559), граф, женен на 26 май 1530 г. за графиня Гертруда фон Еберщайн (* 1512; † 1551)